# Dawda Bah
Dawda Bah (Banjul, 11 novembre 1983) è un ex calciatore gambiano, di ruolo attaccante.